# モンタルト・ディ・カストロ
モンタルト・ディ・カストロ（伊: Montalto di Castro）は、イタリア共和国ラツィオ州ヴィテルボ県にある、人口約8,700人の基礎自治体（コムーネ）。

## 地理

### 位置・広がり
ヴィテルボ県西部のコムーネで、ティレニア海に面する。県都ヴィテルボから西へ42kmの距離にある。

#### 隣接コムーネ
隣接するコムーネは以下の通り。括弧内のGRはグロッセート県所属を示す。
- カニーノ
- カパルビオ (GR)
- マンチャーノ (GR)
- タルクイーニア
- トゥスカーニア

### 気候分類・地震分類
モンタルト・ディ・カストロにおけるイタリアの気候分類 (it) および度日は、zona D, 1497 GGである。
また、イタリアの地震リスク階級 (it) では、zona 3B (sismicità bassa) に分類される。

## 行政

### 分離集落
モンタルト・ディ・カストロには、以下の分離集落（フラツィオーネ）がある。
- Montalto Marina, Montalto Scalo, Pescia Romana